# Сансет (Луизијана)
Сансет (енгл. Sunset) град је у америчкој савезној држави Луизијана.

## Демографија
По попису из 2010. године број становника је 2.897, што је 545 (23,2%) становника више него 2000. године.
| Група             | 2000.         | 2010.         |
| Белци             | 1.086 (46,2%) | 1.357 (46,8%) |
| Афроамериканци    | 1.232 (52,4%) | 1.433 (49,5%) |
| Азијати           | 0 (0,0%)      | 2 (0,1%)      |
| Хиспаноамериканци | 25 (1,1%)     | 78 (2,7%)     |
| Укупно            | 2.352         | 2.897         |